# Sitasjavre
Sitasjavre (lulesamisk: Sijdasjávrre, nordsamisk: Siiddašjávri, svensk: Sitasjaure) er en sø på grænsen mellem Norge og Sverige. Det meste af søen ligger i Gällivare kommun i svensk Lappland, mens den langt mindre, norske del ligger i Ballangen kommune i Nordland fylke.
Sitasjavre er reguleret for produktion af vandkraft, og vandet fra søen føres i en 16 kilometer lang tunnel til Ritsem kraftværk ved Akkajaure. I forbindelse med udbygningen af Skjomen kraftværk blev der også sprængt en vandtunnel til Sitasjavre. Formålet med denne er at kunne benytte Langvatnet, som ligger opstrøms fra Sitasjavre på norsk side, til magasinering af vand for kraftværkerne i Skjomen. Om vinteren, når kraftpriserne i Norge er højest, tappes vand fra Langvatnet via Sitasjavre og videre til Skjomen, mens det om sommeren føres en tilsvarende mængde overskudsvand fra norsk side tilbage gennem tunnellen til Sitasjavre, hvor det benyttes til kraftproduktion i Ritsem og neden for liggende kraftværker langs Lule älv.
Om sommeren kan fjeldvandrere overnatte på Sitasjaurestugorna, som drives af Svenska Turistföreningen og ligger ved vejen til Ritsem. Vejen blev bygget i forbindelse med vandkraftudbygningen og ejes af Vattenfall AB, men den vedligeholdes ikke i særlig grad.

## Eksterne kilder og henvisninger
1. ↑  Norges vassdrags- og energidirektorat NVE